# Anatolij Kaszpirowski
Anatolij Mychajłowicz Kaszpirowski (ukr. Анатолій Михайлович Кашпіровський, ros. Анато́лий Миха́йлович Кашпиро́вский; ur. 11 sierpnia 1939 w Płoskirowie) – ukraiński i rosyjski psychiatra i psychoterapeuta, doktor nauk medycznych. Zdobył sławę na polu medycyny niekonwencjonalnej, występując publicznie jako hipnotyzer.

## Życiorys
Urodził się w Ukraińskiej Socjalistycznej Republice Radzieckiej. W młodości uprawiał z sukcesami boks i podnoszenie ciężarów. Za osiągnięcia sportowe otrzymał tytuł Mistrza Sportu ZSRR. W 1962 roku ukończył Państwowy Instytut Medyczny w Winnicy ze specjalizacjami „lekarz psychiatra” i „lekarz psychoterapeuta”. Następnie przez 25 lat pracował jako lekarz w szpitalach psychiatrycznych. W 1987 roku został psychoterapeutą radzieckiej kadry narodowej w podnoszeniu ciężarów.
Powszechną sławę zdobył w 1989 roku, przeprowadzając na antenie państwowej telewizji seanse hipnozy. Transmisje cieszyły się wielką oglądalnością, a wielu widzów przypisywało tym seansom właściwości uzdrowicielskie. Według nich miały one leczyć szeroką gamę chorób i dolegliwości: od raka po alkoholizm i wypadanie włosów. Ministerstwo Zdrowia ZSRR w oficjalnym oświadczeniu nazwało ten fenomen „zbiorową psychozą”, jak się bowiem okazało, część z rzekomo uzdrowionych trafiała do szpitali z objawami chorób psychicznych. Po 6. seansie program Kaszpirowskiego zdjęto z anteny.
Hipnotyzer zdobył również popularność poza granicami ZSRR. Jego seanse emitowane były w Polsce (przez TVP), Niemczech, Czechach, na Węgrzech, a także w Izraelu. W 1990 roku po raz pierwszy przyjechał na tournée do Polski na zaproszenie Mirosława Kulisia, który w latach 1990–1993 był organizatorem spotkań w Polsce, Czechosłowacji i Bułgarii z jego udziałem. W 1990 roku zdobył przyznaną w głosowaniu telewidzów pozaregulaminową statuetkę Wiktora dla osobowości telewizyjnej roku w Polsce.
Według publicysty Grzegorza Górnego Kaszpirowskiego wspierał Jegor Ligaczow ale teza ta nie ma żadnego potwierdzenia w źródłach.
Po upadku ZSRR przyjął obywatelstwo Federacji Rosyjskiej i zaangażował się w politykę. W 1993 roku został wybrany deputowanym do Dumy Państwowej z ramienia Liberalno-Demokratycznej Partii Rosji. W 1995 roku popadł w konflikt z liderem partii Władimirem Żyrinowskim i wyjechał do Stanów Zjednoczonych, gdzie działał w społeczności rosyjskich imigrantów, lecząc z otyłości.
W 2009 roku o postaci Kaszpirowskiego przypomniała telewizja NTV. Poprowadził on na jej antenie serię programów dokumentalnych pt. „Seans z Kaszpirowskim”, których tematem były zjawiska paranormalne.
W 2020 roku ukazała się książka Gabriela Michalika pt. Kaszpirowski. Sen o wszechmocy.